# Blaž Bilban
Blaž Bilban, slovenski smučarski skakalec, * 18. januar 1982.
Bilban je bil član kluba SD Dolomiti. V kontinentalnem pokalu je najboljšo uvrstitev dosegel 23. februarja 2002 v Iron Mountainu, ko je zasedel trinajsto mesto. Na edini tekmi v svetovnem pokalu je nastopil 22. marca 2003, ko je na poletih v Planici zasedel 48. mesto. Nastopil je na Svetovnem prvenstvu v poletih 2002 v Harrachovu, kjer je zasedel 35. mesto.